# فيليب جيمس
فيليب جيمس (بالإنجليزية: Philip James)‏ هو موزع وملحن أمريكي، ولد في 17 مايو 1890 في جيرسي سيتي في الولايات المتحدة، وتوفي في 1 نوفمبر 1975.

## وصلات خارجية
- فيليب جيمس على موقع ميوزك برينز (الإنجليزية)
- فيليب جيمس على موقع ديسكوغز (الإنجليزية)